# 星野靖之助
星野 靖之助（ほしの やすのすけ、1899年（明治32年）1月1日 - 1988年（昭和63年）10月8日）は、日本の実業家、政治家。衆議院議員。

## 来歴
大分県出身。星野太三郎の長男として生まれる。大分県立大分中学校を経て、1925年（大正14年）3月、慶應義塾大学経済学部を卒業した。
同年4月、三井鉱山に入社し、1927年（昭和2年）3月、三井合名会社に転じた三井総元方情報主任となり、司法省刑事局嘱託、内務省警保局嘱託も務めた。1942年（昭和17年）4月の翼賛選挙で翼賛政治体制協議会の推薦を受け旧北海道4区から出馬して当選、衆議院議員を1期務めた。この間、翼賛政治会総裁秘書、小磯内閣で小林躋造国務大臣秘書官、行政査察使随員、幣原内閣で海軍参与官、同第二復員参与官などを歴任。
戦後、公職追放を経て、追放解除後の1952年（昭和27年）の第25回総選挙に旧北海道4区から無所属で立候補したが、落選した。
この他三井建設社長、ラジオ大分社長、大分放送社長、三友新聞社社長、三井不動産顧問、三友住宅協会理事長、別府国際観光社長、大分放送取締役会長、福澤諭吉旧邸保存会会長などを務めた。

## 著作
- 『三井百年』鹿島研究所出版会、1968年。